# Фломин, Йехезкиель
Йехезкиель Фломин (ивр. יחזקאל פלומין‎;
2 августа 1935, Иерусалим, подмандатная Палестина — 16 октября 2019) — израильский юрист, бухгалтер и политик, депутат кнессета от партии «Ликуд» и член 18-го правительства Израиля в должности заместителя министра финансов.

## Биография
Родился в Иерусалиме в 1935 году. Окончил в Тель-Авиве среднюю школу «Ирони Алеф». Продолжил образование на отделении юриспруденции и бухгалтерии Тель-Авивского университета, в 1959 году получил лицензию бухгалтера, а в 1960 году — лицензию адвоката. В дальнейшем работал одновременно по обеим специальностям (с 1961 года в Израиле был принят закон, запрещающий специалистам в этих двух сферах работать в них одновременно). C 1962 по 1969 год преподавал в Тель-Авивском университете, а в 1971—1972 годах в Еврейском университете в Иерусалиме.
В 1953 году вступил в Либеральную партию Израиля. Возглавлял молодёжную организацию партии и входил в её правление. Позднее Либеральная партия стала частью блока «Ликуд», и в 1974 году Фломин был избран от этого блока в кнессет. Был членом финансовой комиссии кнессета. Принимал активное участие в подготовке реформы налогообложения в соответствии с рекомендациями комиссии Бен-Шахара, в частности включавшей введение налога на добавленную стоимость.
В 1977 году переизбран в кнессет. Поскольку «Ликуд» победил на этих выборах, правительство формировал лидер этой партии Менахем Бегин, и Фломин получил место в кабинете на должности заместителя министра финансов. Он оставался на этом посту с 28 июня 1977 по 30 июля 1979 года. После назначения в состав правительства покинул бухгалтерскую фирму «Альмагор и партнёры», в которой был одним из партнёров. В 1979 году, на фоне растущей инфляции, подал в отставку с поста заместителя министра финансов в знак протеста против планов правительства расширить расходную часть бюджета, что, по его мнению, угрожало свести на нет достижения начатых экономических реформ. Тогда же прекратил активное участие в партийной жизни.
В конце 1980 года выступил с резкой критикой пассивности либерального крыла «Ликуда»: по словам Фломина, имея в кнессете 15 депутатов, либералы добились меньшего, чем ультраортодоксальная партия «Агудат Исраэль» с её четырьмя членами кнессета. В частности, не были реализованы ключевые для либералов программы государственного страхования здоровья и государственной пенсионной поддержки, была преждевременно остановлена приватизация государственных предприятий. В 1986 году вышел из Либеральной партии, став одним из основателей движения «Либеральный центр».
Входил в правление государственных и частных компаний, включая «Банк Леуми» и «Таасия Авирит ле-Исраэль». После ухода из политики вернулся к бухгалтерской и юридической практике, в основном в области налоговых консультаций. Издал как единственный автор или в соавторстве ряд книг по налоговому праву, в том числе «Налоговое планирование в бизнесе», признанную книгой года Союзом бухгалтеров Израиля, а также по законам о наследовании имущества. Был членом редакционной коллегии журнала «Мисим» (с ивр. — «Налоги»).
Скончался 16 октября 2019 года. Похоронен на кладбище Рамат-ха-Шарона.